# Bernhard Dächsel
Otto Bernhard Dächsel (* 24. September 1823 in Naumburg (Saale); † 19. April 1888) war königlich-preußischer Justizrat in Sangerhausen.

## Familie
Dächsel entstammt einer alten oberlausitzer Pfarrersfamilie und war der Sohn des Karl Dächsel (1790–1858) und dessen erster Ehefrau Ernestine Kupfer (1792–1825).
Vater Karl Dächsel war 1846 der Taufpate von Elisabeth Nietzsche, der Schwester des späteren Philosophen Friedrich Nietzsche. In zweiter Ehe hatte er am 20. Mai 1827 Friederike (Riekchen) Nietzsche (* 1793) geheiratet, die Halbschwester von Friedrichs und Elisabeths Vater Ludwig Nietzsche. Vater Dächsel war durch diese zweite Ehe also zum Onkel der Nietzsche-Kinder geworden. Nietzsche schrieb etwa in seiner Jugendschrift Aus meinem Leben über seinen Umzug nach Naumburg (Saale) im Jahr 1850 nach dem Tod des Vaters: „In Naumburg erwarteten uns Onkel Dächsel, Tante Riekchen und Lina. Das Logis, welches man für uns bestimmt hatte, lag in der Neugasse und gehörte dem Eisenbahn-Spediteur Otto.“ Die Familie Dächsel war außerdem über gemeinsame Vorfahren mit dem Dichter Gotthold Ephraim Lessing (1729–1781) verwandt.
Otto Bernhard Dächsel war verheiratet mit Bertha Rausch (* 8. April 1833 in Düben; † 1892).
Sein Bruder war der bekannte Theologe und Pfarrer August Dächsel und dessen Sohn der Theologe Theobald Dächsel.

## Leben
Dächsel lebte in Sangerhausen, wohnte zeitweise in Nordhausen in Thüringen, zog dann aber wieder nach Sangerhausen zurück.
Er wurde zum amtlichen Vormund der Kinder Friedrich Nietzsche (1844–1900) und Elisabeth Nietzsche (1846–1935) bestellt, nachdem deren Vater bereits 1849 gestorben war. Otto Bernhard Dächsel war mit Vater Ludwig Nietzsche befreundet gewesen.
Am 18. Dezember 1863 willigt Vormund Dächsel ein, dass Nietzsche das Studium der Philologie und Theologie aufnehmen darf.
1884/1885 unterstützte Justizrat Dächsel den Philosophen in rechtlichen Streitigkeiten mit dessen ehemaligem Verleger Ernst Schmeitzner. Nietzsche war für diese Hilfe sehr dankbar und ließ ihm über seine Schwester Elisabeth ein Geschenk zukommen. Nach dem Tod Dächsels 1888 schrieb er an seine Mutter: „Der Tod meines alten Vormunds betrübt mich sehr.“